# Манакін чорний
Манакін чорний (Xenopipo atronitens) — вид горобцеподібних птахів родини манакінових (Pipridae).

## Поширення
Вид поширений на сході Колумбії, південній та південно-східній Венесуелі, Гаяні, Суринамі, Французькій Гвіані та бразильській Амазонії; поодинокі спостереження є в східному Перу і в північно-східній Болівії. Його природні середовища існування — субтропічні або тропічні вологі рівнинні ліси та субтропічні або тропічні сухі чагарники.

## Опис
Дрібний птах, завдовжки близько 12 см. Виявляє виражений статевий диморфізм. Оперення самця чорне блискуче; у самиці темно-зелене на верхній частині тіла, горлі та грудях і стає жовтувато-зеленим на решті нижніх частин.

## Спосіб життя
Раціон складається з дрібних фруктів і комах, яких вони збирають або ловлять під час польоту.